# Ceratophyllus avicitelli
Ceratophyllus avicitelli är en loppart som beskrevs av Ioff 1946. Ceratophyllus avicitelli ingår i släktet Ceratophyllus och familjen fågelloppor. Inga underarter finns listade i Catalogue of Life.